# Природна спадщина
Приро́дна спа́дщина — це об'єкти, які мають видатну універсальну цінність з погляду збереження, природної краси, естетики чи науки.
Під природною спадщиною розуміються:
- природні пам'ятки, створені фізичними й біологічними утвореннями або групами таких утворень, що мають видатну універсальну цінність з точку зору естетики чи науки;
- геологічні й фізіографічні утворення й суворо обмежені зони, що є ареалом видів тварин і рослин, які зазнають загрози й мають видатну універсальну цінність з точки зору науки чи збереження;
- природні визначні місця чи суворо обмежені природні зони, що мають видатну універсальну цінність з точки зору науки, збереження чи природної краси.

Генеральна конференція Організації Об'єднаних Націй з питань освіти, науки і культури, що зібралася в Парижі з 17 жовтня по 21 листопада 1972 року на свою сімнадцяту сесію, 16 листопада прийняла Конвенція про охорону всесвітньої культурної і природної спадщини для збереження та популяризації культурної і природної спадщини. Україна приєдналася до неї 4 жовтня 1988 року.